# Шубин, Евгений Георгиевич
Евге́ний Гео́ргиевич Шу́бин (род. 5 августа 1947, Сталинград) — советский легкоатлет, специалист по прыжкам в длину. Выступал за сборную СССР по лёгкой атлетике в середине 1970-х годов, обладатель бронзовой медали чемпионата Европы, призёр первенств всесоюзного значения. Представлял Ленинград и спортивное общество «Буревестник». Мастер спорта СССР международного класса. Преподаватель, доцент кафедры физической культуры и спорта Санкт-Петербургского государственного университета аэрокосмического приборостроения. Кандидат педагогических наук.

## Биография
Евгений Шубин родился 5 августа 1947 года в Сталинграде.
Занимался лёгкой атлетикой в Ленинграде, окончил Ленинградский государственный институт физической культуры имени П. Ф. Лесгафта (1972). Выступал за добровольное спортивное общество «Буревестник» (Ленинград). Проходил подготовку под руководством заслуженного тренера РСФСР, профессора Анатолия Ивановича Кузнецова.
Впервые заявил о себе в прыжках в длину на всесоюзном уровне в сезоне 1973 года, когда выиграл бронзовую медаль на зимнем чемпионате СССР в Москве.
В 1974 году взял бронзу на летнем чемпионате СССР в Москве. Попав в состав советской сборной, выступил на чемпионате Европы в Риме, где так же завоевал бронзовую награду — в финале с личным рекордом 7,98 уступил только соотечественнику Валерию Подлужному и югославу Ненаду Стекичу.
На зимнем чемпионате СССР 1976 года в Москве добавил в послужной список ещё одну бронзовую медаль, выигранную в прыжках в длину. Принимал участие в чемпионате Европы в помещении в Мюнхене, где с результатом 7,36 занял в финале 11-е место.
За выдающиеся спортивные достижения удостоен почётного звания «Мастер спорта СССР международного класса».
Впоследствии в течение многих лет работал преподавателем, доцент кафедры физической культуры и спорта Санкт-Петербургского государственного университета аэрокосмического приборостроения. Автор ряда научных статей и учебно-методических пособий. Кандидат педагогических наук.